# Estación de Fuente del Arco (SMMP)
Fuente del Arco fue una estación de ferrocarril situada en el municipio español de Fuente del Arco, en la provincia de Badajoz. Estuvo en servicio entre 1895 y 1970, constituyendo una de las terminales del ferrocarril de Peñarroya a Puertollano y Fuente del Arco, de carácter minero-industrial. En la actualidad las instalaciones ferroviarias se encuentran fuera de servicio y parcialmente desmanteladas.

## Situación ferroviaria
Las instalaciones se encontraban situadas en el punto kilométrico 118,345 de la línea de vía estrecha Peñarroya-Fuente del Arco, a 611 metros de altitud sobre el nivel del mar, a continuación de la estación de Valverde de Llerena. El tramo era de vía única y sin electrificar.

## Historia
A finales del siglo XIX la Sociedad Minera y Metalúrgica de Peñarroya (SMMP) decidió construir una línea férrea de ancho métrico que enlazase Peñarroya con Fuente del Arco, para uso minero. Las obras transcurrieron entre 1893 y 1895, levantándose varias estaciones. El 23 de junio de 1895 circuló el primer tren por el nuevo trazado, si bien los servicios regulares no comenzaron hasta el 25 de agosto de ese año. En Fuente del Arco se construyó una estación de carácter terminal y en estilo francés, con el muelle de carga adosado al edificio principal, situada en las cercanías de la estación de la línea Mérida-Los Rosales.
En 1924 la explotación ferroviaria de la línea pasó a manos de la Compañía de los Ferrocarriles de Peñarroya y Puertollano, una filial de SMMP. A mediados de la década de 1950 la SMMP revirtió su concesión ferroviaria al Estado, por lo que en 1956 el control de la línea y las instalaciones pasó al organismo de Explotación de Ferrocarriles por el Estado. En 1965 el ente Ferrocarriles Españoles de Vía Estrecha (FEVE) se hizo cargo de estas funciones. El trazado sería clausurado al tráfico en 1970, por no ser su explotación económicamente rentable. Algún tiempo después las vías fueron desmanteladas, si bien el edificio de la estación se mantuvo intacto.